# Stevie Young
Stephen Crawford (Stevie) Young (Glasgow, 11 december 1956) is een Schots gitarist en een neef van de AC/DC-gitaristen Angus en Malcolm Young. Stevie Young is de zoon van hun broer Stephen. Tijdens het Amerikaanse gedeelte van de Blow Up Your Video Tour van AC/DC, die begon op 3 mei 1988, viel Stevie tijdelijk in voor Malcolm op de slaggitaar. Malcolm was namelijk tijdelijk niet beschikbaar wegens een alcoholverslaving.

## Biografie
Stevie Young had net als velen uit de familie Young aanleg voor muziek. De eerste drie bands waar hij deel van uitmaakte, waren 'The Stabbers', 'Prowler' and 'Tantrum', die allemaal gevormd werden in de Schotse plaats Hawick in de late jaren 70. In 1980 stichtte hij de band Starfighters. Deze band had beduidend meer succes en maakte in de jaren 80 twee albums. Bovendien stond de band in 1981 in het voorprogramma van de Back In Black Tour van AC/DC.
De band Starfighters werd in 1983 opgeheven. De bandleden kwamen in 1987 weer bij elkaar, maar ook ditmaal ging het mis, wat mede kwam door Youngs invalbeurt bij AC/DC. Hij besloot een nieuwe band op te richten, 'Little Big Horn'. De eerste opname werd geproduceerd door Malcolm Young en ze hebben een opname gehad voor de Tommy Vance's Friday Rock Show op BBC Radio 1. Uiteindelijk ging ook deze band uit elkaar in 1993 doordat ze geen contract kregen bij een goede platenmaatschappij. De laatste band van Stevie Young was 'Up Rising' die ook uit elkaar ging. Hierna verdween Stevie Young uit de muziekwereld. De Starfighters worden genoemd in het boek 'Get your jumbo out of my airport (Random notes for AC/DC Obsessives)' en in de 'Rare Record Guide 2007'.
Sinds 2014 speelt Young vast bij AC/DC, omdat Malcolm Young te maken kreeg met dementie. Eind 2014 bracht hij samen met AC/DC het nieuwe studioalbum Rock or Bust uit. In 2015 speelt hij ook mee tijdens de tournee Rock or Bust van AC/DC.

## Discografie
Albums met de Starfighters:
- Starfighters (1981) Jive Records
- In Flight Movie (1983) Jive Records

Albums met AC/DC:
- Rock or Bust (2014)
- Power up (2020)